# Maisoncelle-Saint-Pierre
Maisoncelle-Saint-Pierre är en kommun i departementet Oise i regionen Hauts-de-France i norra Frankrike. Kommunen ligger i kantonen Nivillers som tillhör arrondissementet Beauvais. År 2022 hade Maisoncelle-Saint-Pierre 178 invånare.

## Befolkningsutveckling
Antalet invånare i kommunen Maisoncelle-Saint-Pierre
| Referens: INSEE |